# Lethrinops micrentodon
Lethrinops micrentodon är en fiskart som först beskrevs av Regan 1922.  Lethrinops micrentodon ingår i släktet Lethrinops och familjen Cichlidae. IUCN kategoriserar arten globalt som starkt hotad. Inga underarter finns listade i Catalogue of Life.